# Нурумбал (Новотор'яльський район)
Нурумба́л (рос. Нурумбал, марій. Нурӱмбал) — присілок у складі Новотор'яльського району Марій Ел, Росія. Входить до складу Старотор'яльського сільського поселення.

## Населення
Населення — 87 осіб (2010; 98 у 2002).
Національний склад (станом на 2002 рік):
- лучні марійці — 80 %